# Антифеминизм

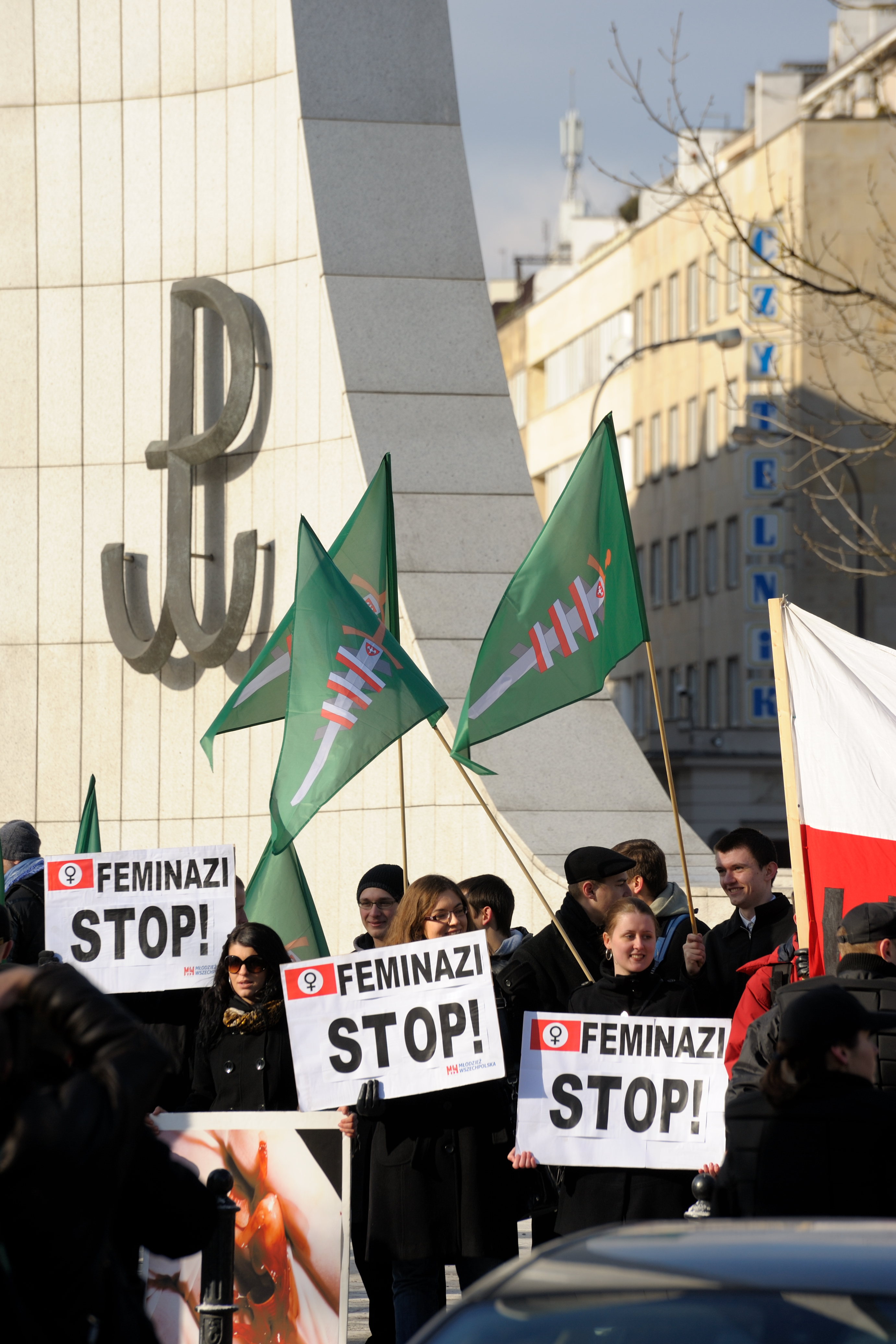
Польский протест против феминизма на 8 марта 2010 года; на плакатах скрещены слова «феминизм» и «нацизм»

Антифеминизм — оппозиция феминизму. Антифеминизм не следует путать с мизогинией (неприязнью к женщинам). Антифеминизм следует отличать от критики отдельных направлений феминизма — различные направления феминизма занимают критические позиции по отношению друг к другу.

## История
В XIX веке антифеминизм выступал против избирательного права женщин. Противники обучения женщин в высших учебных заведениях утверждали, что образование является слишком большой физической нагрузкой для женщин. В книге Sex in Education: or, a Fair Chance for the Girls (1873) профессор Гарвардского университета Эдвард Кларк утверждал, что, если женщины поступают в колледж, их мозг всё больше растёт, вследствие чего их чрево (матка) атрофируется. Он подтверждал это наблюдением, что женщины с высшим образованием имеют меньше детей, чем женщины без высшего образования.
Современные антифеминисты видят свою задачу в противодействии крайностям женского движения и женскому сексизму.

## Основные идеи
Часть сторонников этого движения призывают сохранять традиционное представление о мужчинах и женщинах в семье и обществе: мужчину они рассматривают как добытчика, женщину как хранительницу домашнего очага и мать.
Часть антифеминистов выступают за разделение понятий гендерного равноправия и равенства. Они утверждают, что у каждого из полов есть существенные психологические и физиологические особенности, и предлагают мужчине и женщине разные социальные роли и нагрузки.
Часть критиков феминизма считают, что феминизм отрицательно действует на уровень рождаемости в странах, попавших под его влияние. Политолог и демограф Сергей Градировский объясняет это тем, что «дети — зримое проявление фаллической силы, способы демонстрации которой в эпоху феминизма и политкорректности сильно репрессированы». Также влиянию феминизма приписывают рост числа разводов.
Кроме того, по мнению антифеминистов, феминизм пропагандирует «войну полов», в которой не место такому понятию, как любовь, так как оно подаётся как пережиток патриархальной культуры.
По словам журналистки Ады Баскиной, феминизм (прежде всего в США) приобрёл гротескные формы и давно оторвался от собственно стремления к равноправию.
Российский политик Ирина Хакамада полагает, что ныне востребован скорее постфеминизм: «Я считаю, что в развитых странах, к коим, несмотря на традиционализм ментальный в отношении женщины в семье и в обществе, причисляю Россию, феминизм как политическое протестное движение сегодня себя исчерпало».
По мнению многих антифеминистов, радикальный феминизм является женской разновидностью сексизма. Они считают, что отдельные представительницы некоторых течений феминизма, прежде всего радикального и лесбийского, призывают к матриархату.
С точки зрения антифеминистов, феминизм возводит сугубо личные проблемы женщин в ранг общественно значимых. По словам Екатерины Юнг, «Неудача с одним мужчиной, — с лёгкостью проецируется на всех мужчин». Домашнее насилие прочно ассоциируется с образом мужчины, при этом не допускается, что в качестве агрессора может выступать женщина. Рост насилия в отношении женщин, о котором заявляют феминистки, говорит скорее о расширении понятия «сексуального посягательства», под которое теперь попадают психологическое давление, словесные угрозы применения силы, а не только само физическое воздействие. Этим и объясняется крупный разрыв между цифрами, приводимыми женскими организациями («каждую вторую женщину в Америке изнасиловали или пытались изнасиловать») и полицией по числу поданных заявлений.
Иногда антифеминисты утверждают, что, несмотря на то, что декларативно феминизм часто определяет себя как движение за равноправие, собственно равенство выгодно феминисткам лишь в немногих случаях. Половые предрассудки эксплуатируются ими там, где им угодно («женщина более чувствительна»), и отметаются, когда невыгодно («женщины менее интеллектуальны, чем мужчины»).
В качестве примера использования двойных стандартов антифеминисты часто приводят дело Лорены Боббит, отрезавшей спавшему пьяному мужу половой член, но впоследствии полностью оправданной. Дело проходило под колоссальным давлением феминистических организаций. Адвокатам удалось убедить судей, что женщина действовала в состоянии аффекта (временного помешательства), хотя при аресте она заявляла, что совершила преступления из-за «сексуальной неудовлетворённости». Тема с тщательностью смаковалась в СМИ, Боббит пригласили на Шоу Опры Уинфри, а также делу был посвящён специальный выпуск проекта «Американское правосудие» (en:American Justice) под заголовком Lorena Bobbitt: Women and Violence.
Антифеминисты считают действия некоторых феминисток нерациональными выходками, дискредитирующими феминизм в целом. Многие антифеминисты обвиняют феминисток в стремлении к уничтожению мужчин (т. н. андроцид).
Некоторые феминистки выдвигают предположения, что мужчины — «это молодая эволюционная ветка, какая-то слабая и почти тупиковая, а за женщиной основная эволюционная, развивающая часть».
По мнению антифеминистов, радикальные течения феминизма ныне уже ставят главной целью не только ликвидацию неравенства между полами, но и доказательство превосходства женственности и ущербности мужчин с призывами к матриархату. Рождённый таким образом сепаратизм, а также война с гетеросексуальностью, поляризует полы и очень сильно отталкивает как мужчин, так и женщин. В результате только около 30 % женщин даже в Америке считают себя феминистками В России же слово «феминизм» стало практически ругательным. По выражению социолога Ольги Крыштановской: «У нас под феминистками подразумевают лесбиянок, которые ненавидят мужчин». Подобного же мнения придерживается кандидат философских наук, доцент Лариса Варфалви: «завоеваниям феминизма угрожают сами [радикальные] феминистки».
Пол Натансон и Кэтрин Янг критикуют феминизм за рассматривание сексизма в отношении мужчин либо как несуществующего в принципе, либо как «обратного», что, с их точки зрения, внушает его восприятие как ненастоящего или простительного.

## Представители
Филлис Шлэфли — американский государствовед и активистка консервативной партии, основательница группы «Eagle Forum». Известна как ярая противница феминистских идей и активистка кампании против поправки о равных правах.
Филлис Шлэфли основала «Eagle Forum» в 1972-м году и была президентом организации до своей кончины в сентябре 2016 года.
Негативную оценку феминизму, или разным его проявлениям, давали такие деятели, как Кристина Шрёдер (немецкий министр по делам семьи и женщин), Дэвид Бенатар (южноафриканский учёный, автор книги Второй сексизм: дискриминация мужчин и мальчиков), журналист и педагог Владимир Легойда, писатель Александр Никонов, учёный Сергей Капица, журналистка Ада Баскина, писатель Дмитрий Быков, американский радиоведущий Раш Лимбо, Маргарет Тэтчер, тележурналист Дмитрий Крылов, актёр Александр Лойе, Виктор Ерофеев, Оксана Робски, филолог Сергей Аверинцев, бизнес-леди и потомок королевской семьи Мария Бурбон, журналист Алексей Венедиктов, певица Варвара, актриса Елена Корикова, актёр Курт Рассел, Эвелин Лаудер (старший вице-президент Estee Lauder), Редьярд Киплинг.

### Русскоязычная
В. И. Красиков. Женщиной не рождаются, ей становятся // Экстрим. Междисциплинарное философское исследование причин, форм и паттернов экстремистского сознания. — Водолей Publishers, 2006. — 496 с. — 500 экз. — ISBN 5-902312-77-9.

### Англоязычная
- Helen Andelin, Fascinating Womanhood (2007) ISBN 0-553-38427-9
- Alan J. Barron, The Death of Eve: Women, Liberation, Disintegration (1986) ISBN 0-949667-36-6
- Alan Carlson, The Family in America: Searching for Social Harmony in the Industrial Age (2003) ISBN 0-7658-0536-7
- Alan Carlson, Family Questions: Reflections on the American Social Crisis (1991) ISBN 1-56000-555-6
- Gilbert K. Chesterton, Brave New Family (1990; essay collection) ISBN 0-89870-314-X
- Thomas Fleming, The Politics of Human Nature (1988) ISBN 1-56000-693-5
- George Gilder, Men and Marriage (1992) ISBN 0-88289-444-7
- Steven Goldberg, The Inevitability of Patriarchy (1973) ISBN 0-8126-9237-3
- F. Carolyn Graglia, Domestic Tranquility: A Brief Against Feminism (1998) ISBN 0-9653208-6-3
- Mary A. Kassian, The Feminist Mistake (2005) ISBN 1-58134-570-4
- Linda Kelly, Disabusing the Definition of Domestic Abuse: How Women Batter Men and the Role of the Feminist State (2003)
- Myron Magnet, Modern Sex: Liberation and Its Discontents (2001) ISBN 1-56663-384-2
- Paul Nathanson and Katherine Young Spreading Misandry: The Teaching of Contempt for Men in Popular Culture (2001) ISBN 0-7735-2272-7
- Paul Nathanson and Katherine Young, Legalizing Misandry: From Public Shame to Systemic Discrimination Against Men (2006) ISBN 0-7735-2862-8
- John Piper and Wayne A. Grudem, Recovering Biblical Manhood and Womanhood (1991) ISBN 0-89107-586-0
- Mary Pride, The Way Home: Beyond Feminism, Back to Reality (1985) ISBN 0-89107-345-0
- Phyllis Schlafly, The Power of the Positive Woman (1977) ISBN 0-87000-373-9
- Phyllis Schlafly, Feminist Fantasies (2003) ISBN 1-890626-46-5
- Howard Schwartz, The Revolt of the Primitive: An Inquiry into the Roots of Political Correctness (2003) ISBN 0-7658-0537-5
- Lionel Tiger, The Decline of Males (2000) ISBN 0-312-26311-2
- Esther Vilar, The Manipulated Man (1972) ISBN 0-9530964-2-4
- Danielle Crittenden, What Our Mothers Didn’t Tell Us (2000) ISBN 0-684-85959-9
- Midge Decter, The New Chastity and Other Arguments Against Women’s Liberation (1974) ISBN 0-399-50307-2
- Thomas Ellis, The Rantings of a Single Male (2005) ISBN 0-9762613-1-6
- Thomas Fleming, The Politics of Human Nature (1988) ISBN 1-56000-693-5
- Elizabeth Fox-Genovese, Feminism is Not the Story of My Life (1996) ISBN 0-385-46790-7
- George Gilder, Men and Marriage (1992) ISBN 0-88289-444-7
- Richard T. Hise, The War Against Men (2004) ISBN 1-930859-61-9
- Domestic Violence: The 12 Things You Aren’t Supposed to Know; Thomas P. James, Aventine Press, 2003, ISBN 1-59330-122-7
- Gertrude Himmelfarb, The De-moralization Of Society (1996) ISBN 0-679-76490-9
- Christina Hoff-Sommers, The War Against Boys: How Misguided Feminism is Harming Our Young Men (2001) ISBN 0-684-84957-7
- Christina Hoff-Sommers, Who Stole Feminism? (1995) ISBN 0-684-80156-6
- Mary A. Kassian, The Feminist Mistake (2005) ISBN 1-58134-570-4
- Linda Kelly, Disabusing the Definition of Domestic Abuse: How Women Batter Men and the Role of the Feminist State (2003)
- The Lipstick Proviso: Women, Sex & Power in the Real World; Karen Lehrman, 1997, ISBN 0-385-47481-4
- Myron Magnet, Modern Sex: Liberation and Its Discontents (2001) ISBN 1-56663-384-2
- Harvey C. Mansfield, Manliness (2006) ISBN 0-300-10664-5
- Diane Medved and Dan Quayle, The American Family: Discovering the Values That Make Us Strong (1997) ISBN 0-06-092810-7
- Kate O’Beirne, Women Who Make the World Worse (2005) ISBN 1-59523-009-2
- John Piper and Wayne A. Grudem, Recovering Biblical Manhood and Womanhood (1991) ISBN 0-89107-586-0
- Professing Feminism: Cautionary Tales from the Strange World of Women’s Studies; Daphne Patai and Noreta Koertge, 1995, ISBN 0-465-09827-4
- Erin Pizzey, Prone to Violence (Hamlyn, 1982; ISBN 0-600-20551-7)
- Mary Pride, The Way Home: Beyond Feminism, Back to Reality (1985) ISBN 0-89107-345-0
- Phyllis Schlafly, Feminist Fantasies (2003) ISBN 1-890626-46-5
- Howard Schwartz, The Revolt of the Primitive: An Inquiry into the Roots of Political Correctness (2003) ISBN 0-7658-0537-5
- Philip Gordon Wylie, A Generation of Vipers (1942) ISBN 1-56478-146-1